# Saint-Étienne-de-Fursac
Saint-Étienne-de-Fursac foi uma comuna francesa na região administrativa da Nova Aquitânia, no departamento de Creuse. Estendia-se por uma área de 31,7 km². Em 2010 a comuna tinha 494 habitantes (densidade: 15,6 hab./km²).
Em 1 de janeiro de 2017, passou a formar parte da nova comuna de Fursac.